# Теракотовий Геракл із Керчі
Теракотовий Геракл з Керчі — теракотовий фігурний глечик у вигляді голови Геракла, знайдений на цвинтарі Пантікапея (Керч).

## Історія знахідки
Під час хижацьких розкопок 1905 року одного поховання на цвинтарі Пантікапея була знайдена непограбована в давнину могила з багатим інвентарем. Серед знайденого -
- золоті сережки
- дві золоті каблучки
- золоте листя від ювелірної прикраси (вінка)
- скляний бальзамарій
- бурштинові намистини
- вістря стріли з кістки
- ювелірний виріб з сердоліку
- уламки теракотового глека
- фібула зі срібла (вкрадена)
- чотирикутне дзеркало з бронзи (вкрадене)

Нерозкрадений під час розкопок інвентар і передали в Імператорський Ермітаж, найбільший археологічний музей Російської імперії.

## Опис твору
Уламки теракоти склеїли реставратори й отримали фігурний глечик у вигляді чоловічої голови, вкритої червоним лаком. Пошкодженою була лише верхівка горловини глека, загальна висота збереженої частини — 16,5 сантиметрів. На дослідників дивилося молоде обличчя чи то атлета, чи то міфічного героя. Безбородий, з низьким чолом і кучерявим волоссям, зі спокійним, впевненим виразом обличчя, голову якого прикрашав вінок з дубового листя. Горловину фігурного глека утворював шерехатий виступ, до якого кріпилася ручка. Використана світла, коричнева глина, добре випалена. Поверхня шерехата, трохи пошкоджена — при повній збереженості голови і обличчя персонажа.

## Іконографія образу
В мистецтві Стародавньої Греції склалося щонайменше три типи іконографічного образу Геракла.
- Геракл у вигляді маляти, що бореться зі зміями, яких наслала на дітей-близнюків ревнива дружина Зевса — Гера, аби убити їх.
- Геракл у вигляді молодого, безбородого атлета, що обирає свій майбутній життєвий шлях (Геракл або Геркулес на перетині шляхів).
- Кремезний, бородатий герой з левиною шкірою на плечах, що використовує голову лева як шолом, або похмурого й утомлено спираючогося на велику палицю.

Всі три типи активно використані в мистецтві Стародавньої Греції і Риму, про що свідчать численні уламки мармурових скульптур, бронзові і теракотові скульптури невеликих розмірів, рельєфи, фігури на чорнолаковому і червонолаковому вазопису, давньогрецькі монети, фрески в Помпеях тощо.
Всі три іконографічні типи Геракла успадкувало і використало західноєвропейське мистецтво XV-XVIII ст.

## Галерея

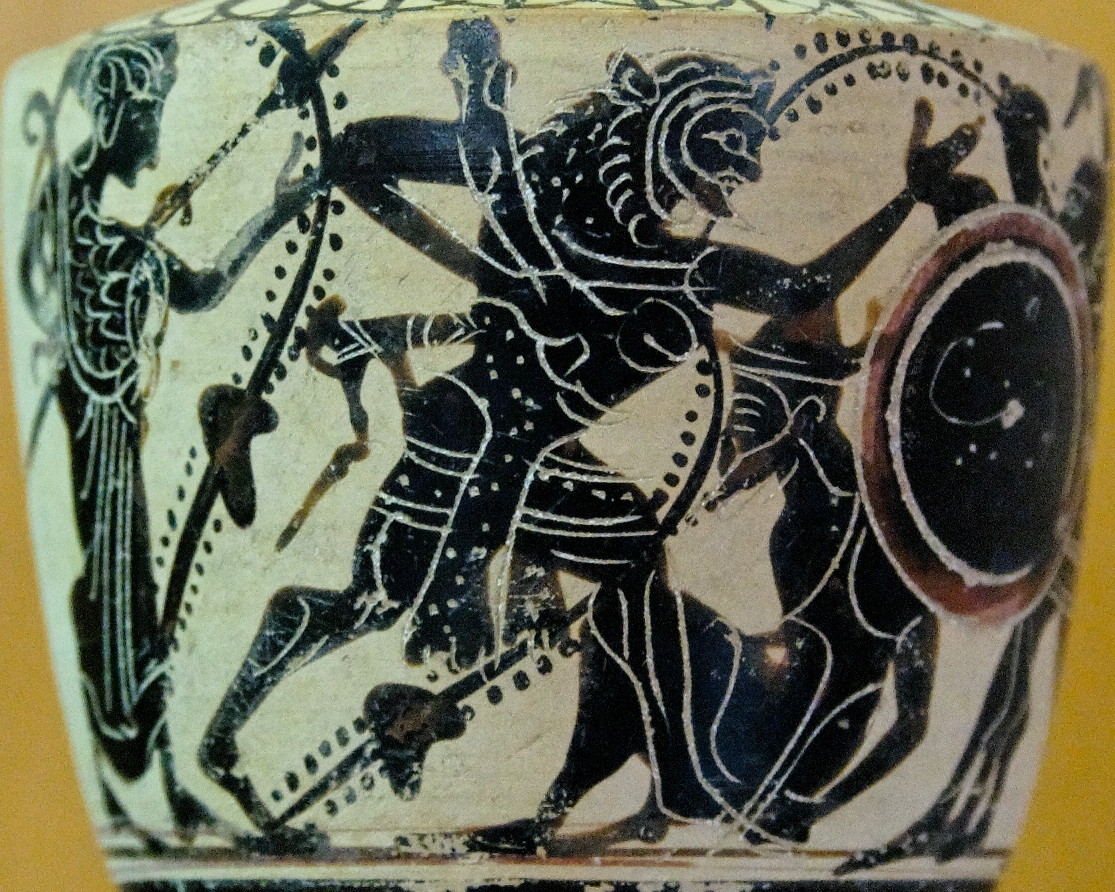
Геракл бореться з Геріоном. Чорнофігурний вазопис, Регіональний археологічний музей Антоніо Салінаса (Палермо)
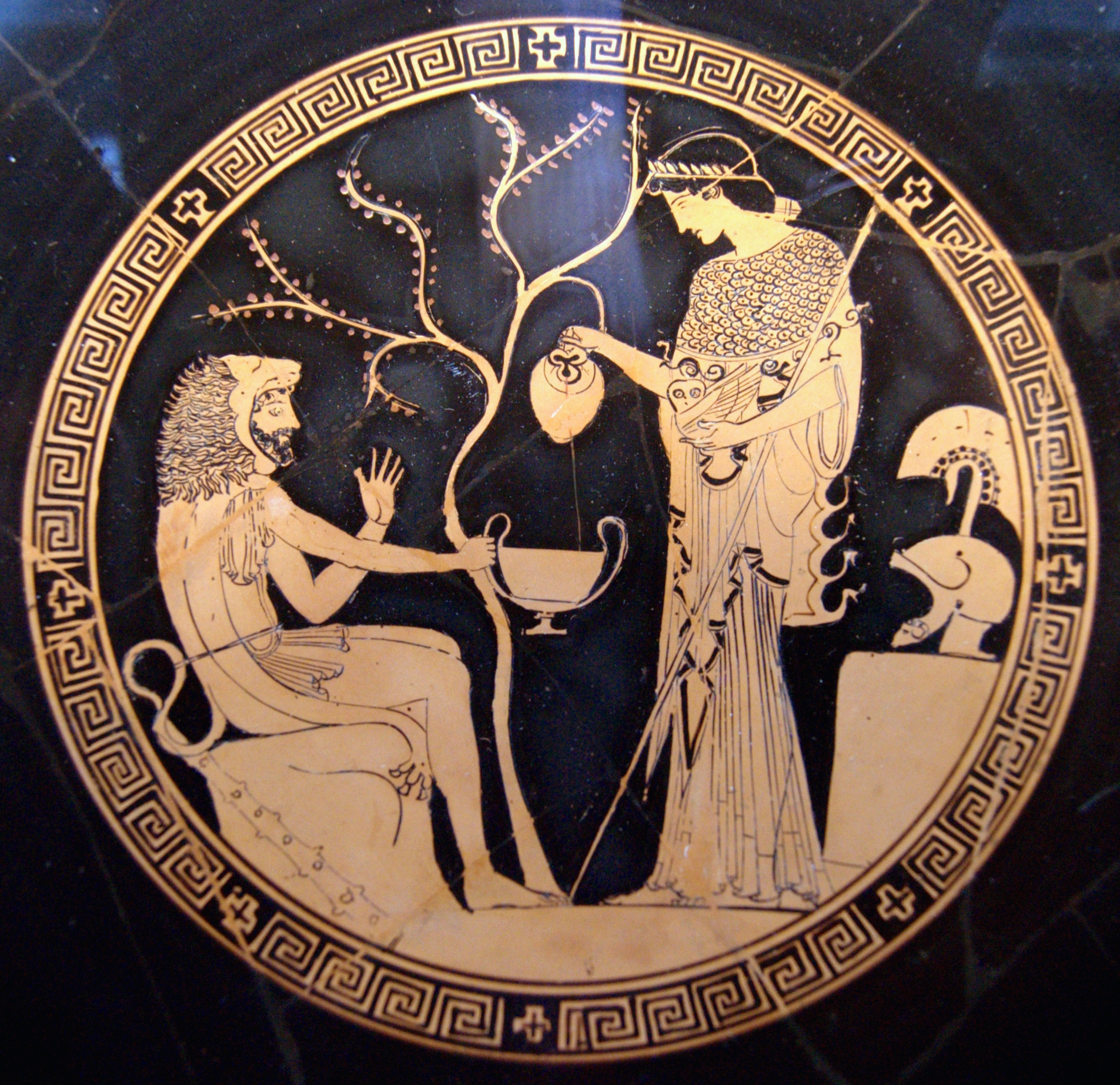
Геракл і Афіна. Вазописець Дуріс, Державне античне зібрання у Мюнхені
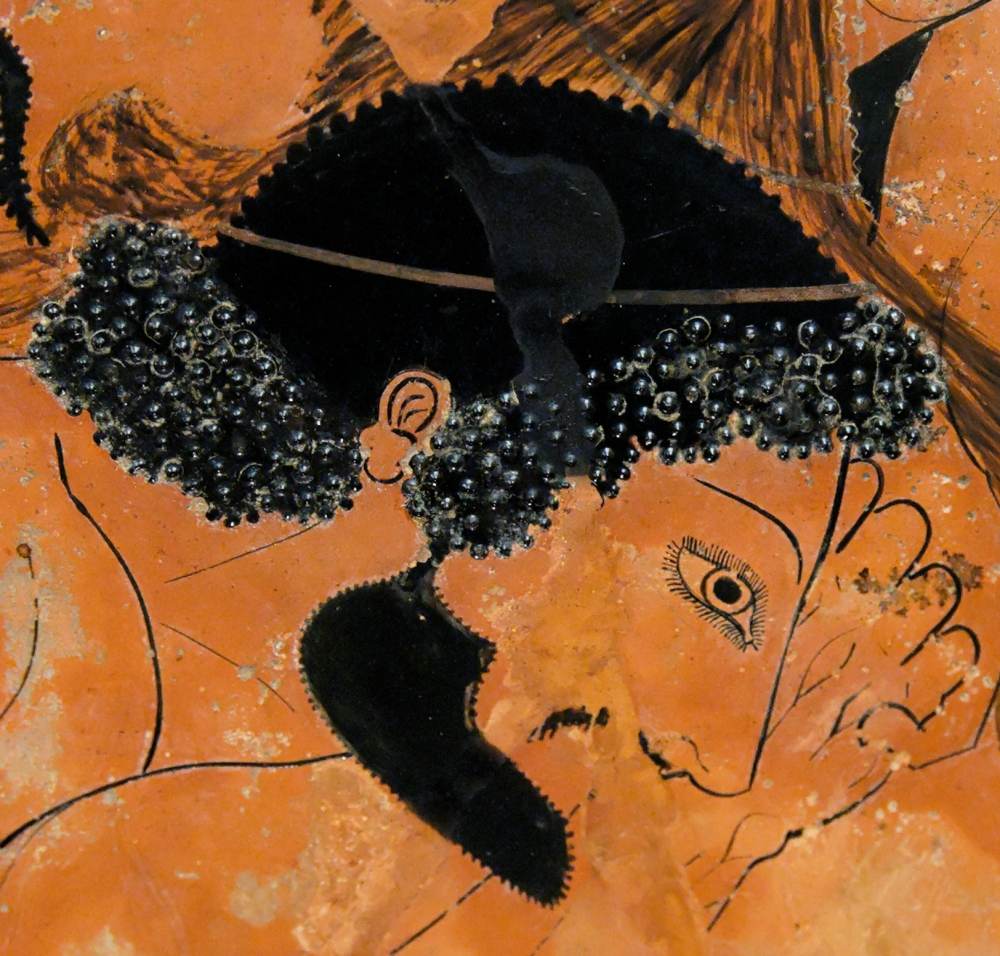
Обличчя Геракла, деталь сцени його боротьби з лівійським велетнем Антеєм. Головна сторона червонофігурного кратера чашечки, вазописець Ефроній (515 до н.е.)
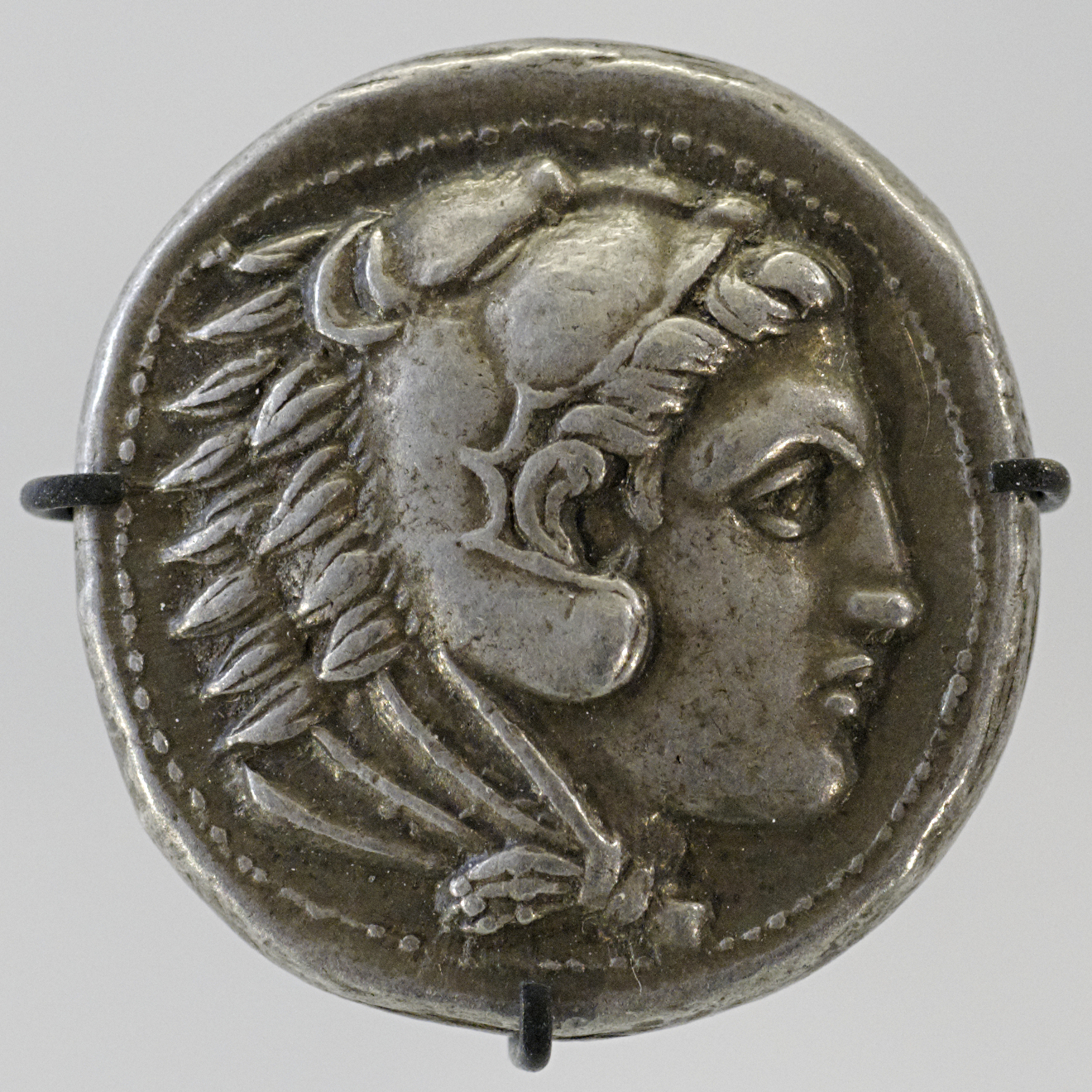
Голова Геракла з головним убором з левової шкури. Аверс срібної тетрадрахми, викарбуваної у Вавилоні за правління Олександра Македонського, Кабінет медалей, Париж (між 336 та 323 до н.е.)
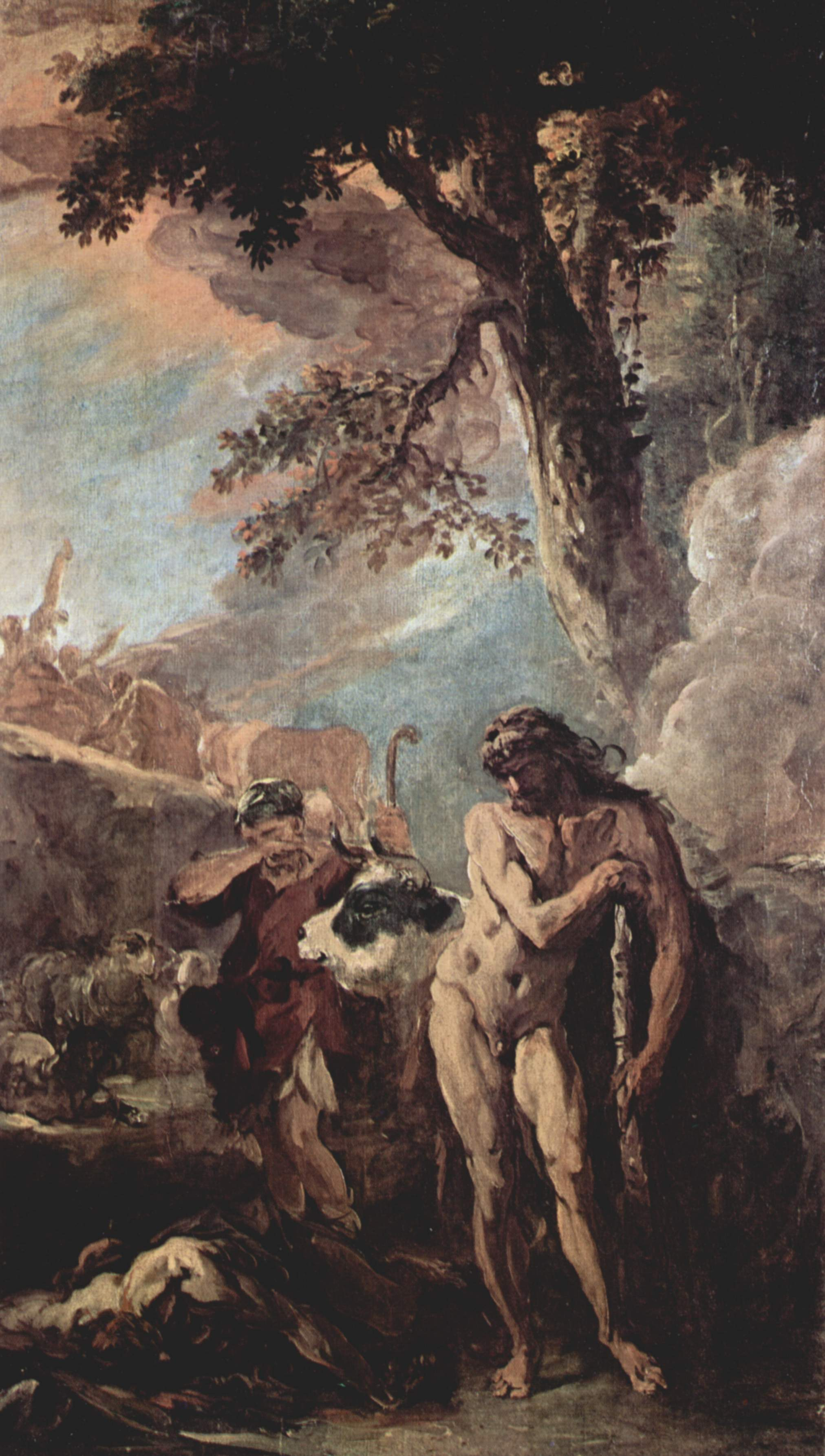
Геркулес і Какус. Худ. Себастьяно Річчі, полотно, олія, сцена у Геркулесовому залі оздоблення Палаццо Маручеллі-Фенці у Флоренції (1706)
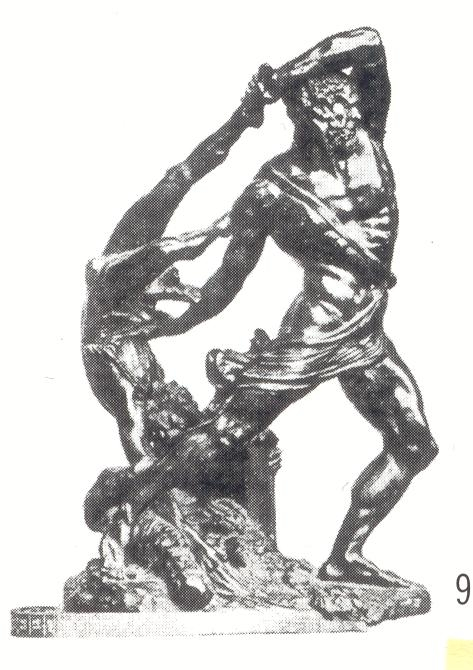
Геркулес і Какус. Бронзова статуя (XVII ст.)
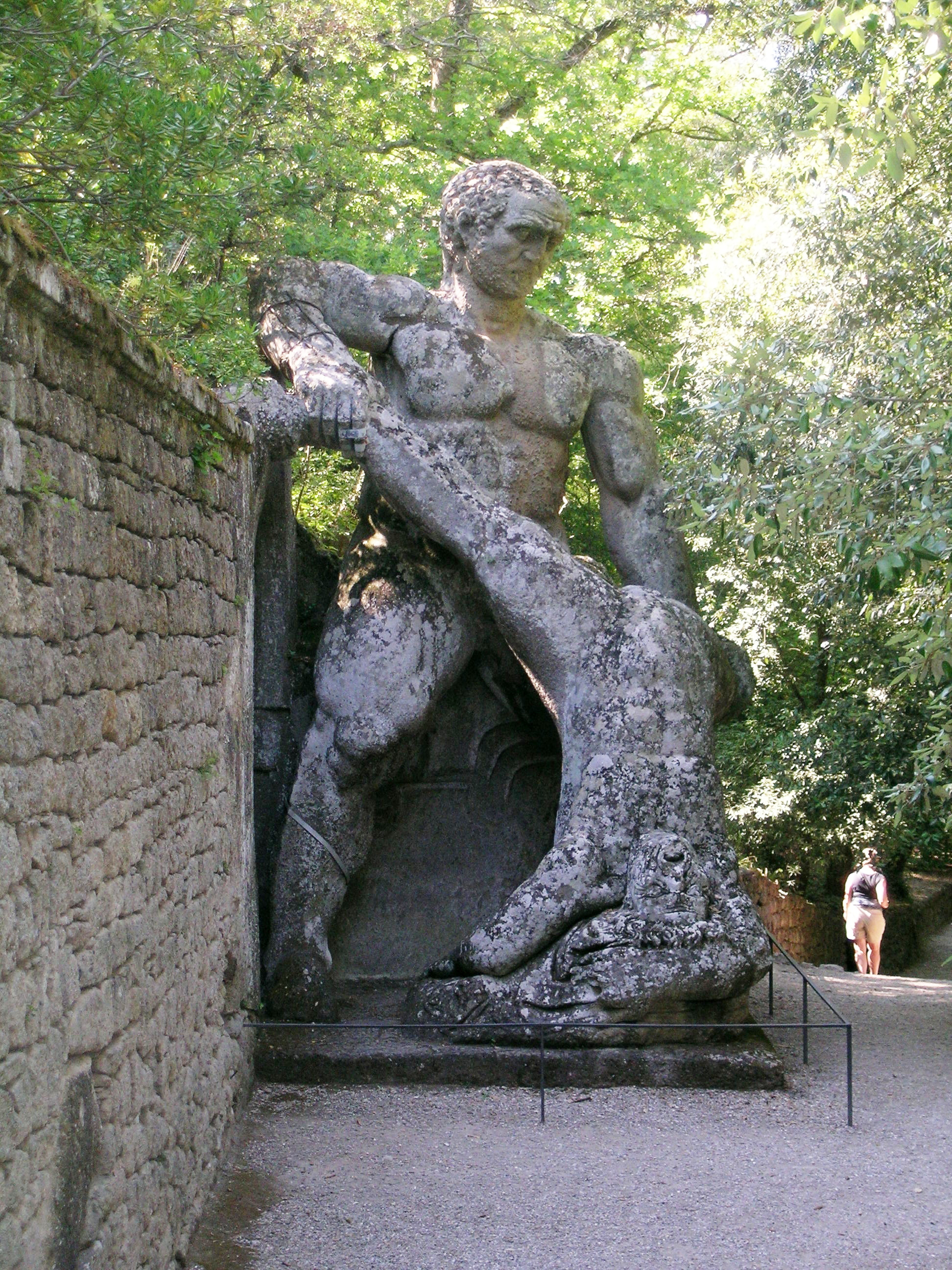
Геркулес і Какус. Парк монстрів, Бомарцо (Італія)
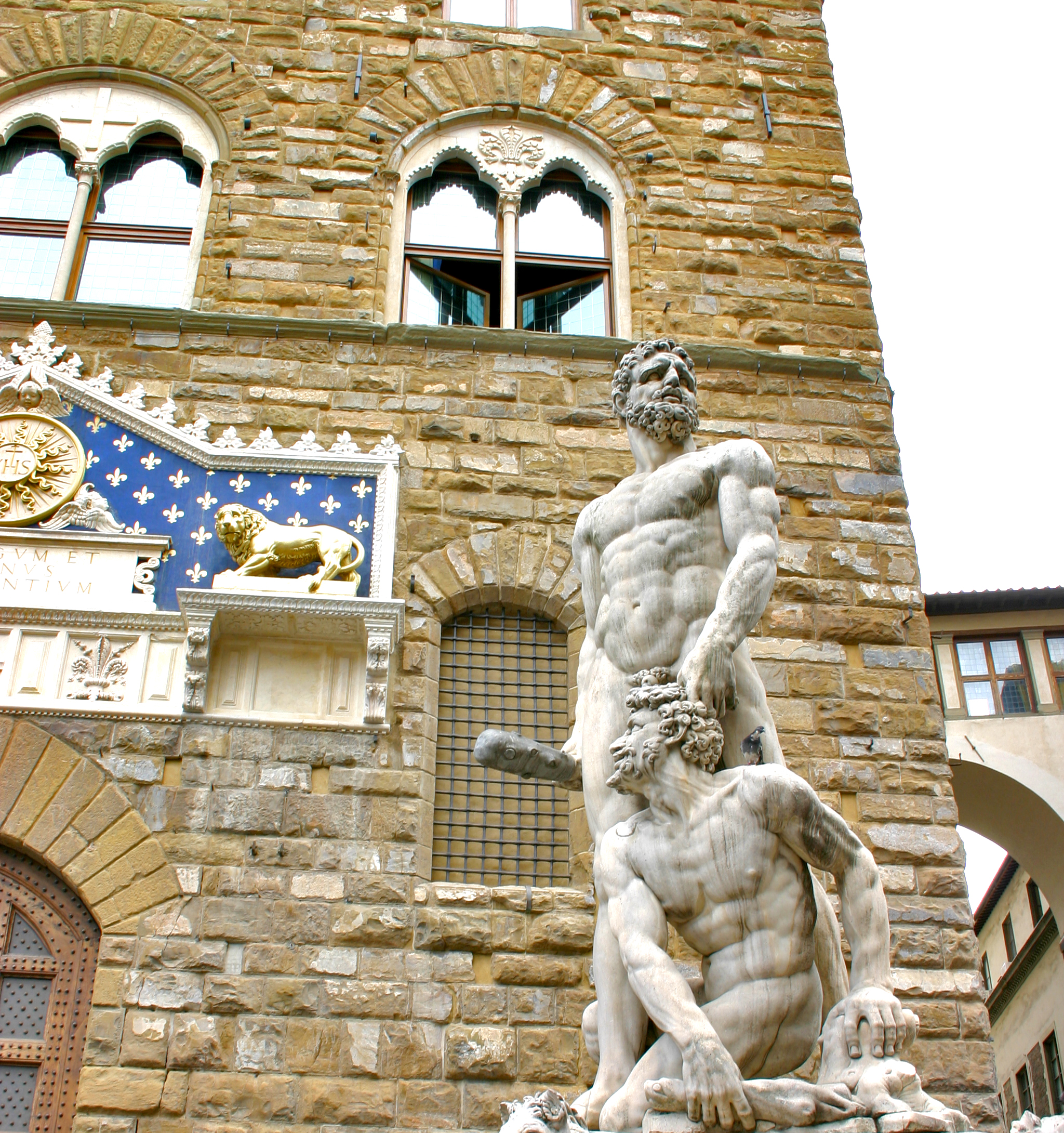
Геркулес і Какус. Скульптор Бачо Бандінеллі, Флоренція (Італія)
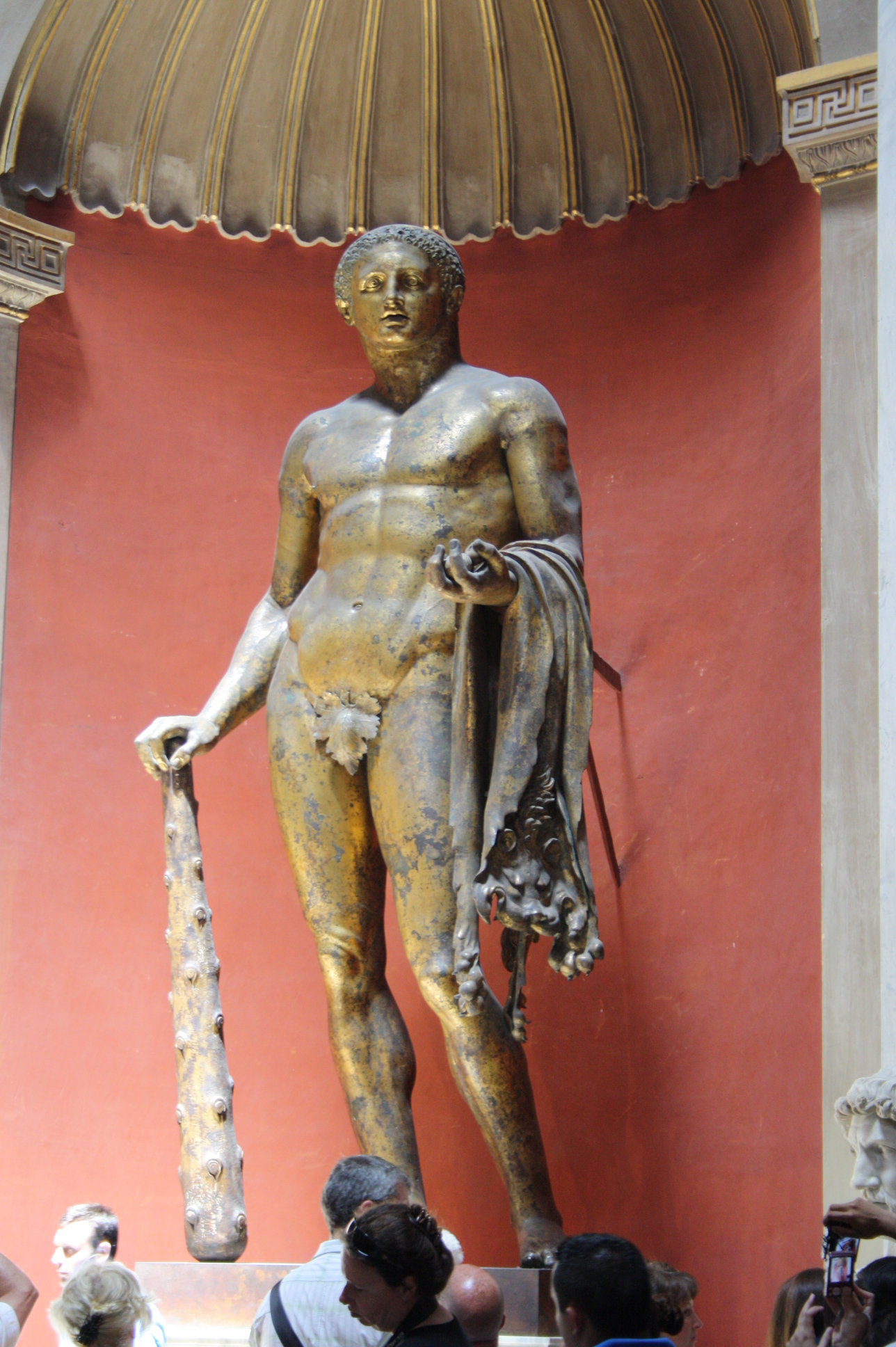
Позолочена бронзова статуя Геракла з палицею, левовою шкірою та яблуками Гесперид. Круглий зал музею Ватикана Піо-Клементіно (II ст.)
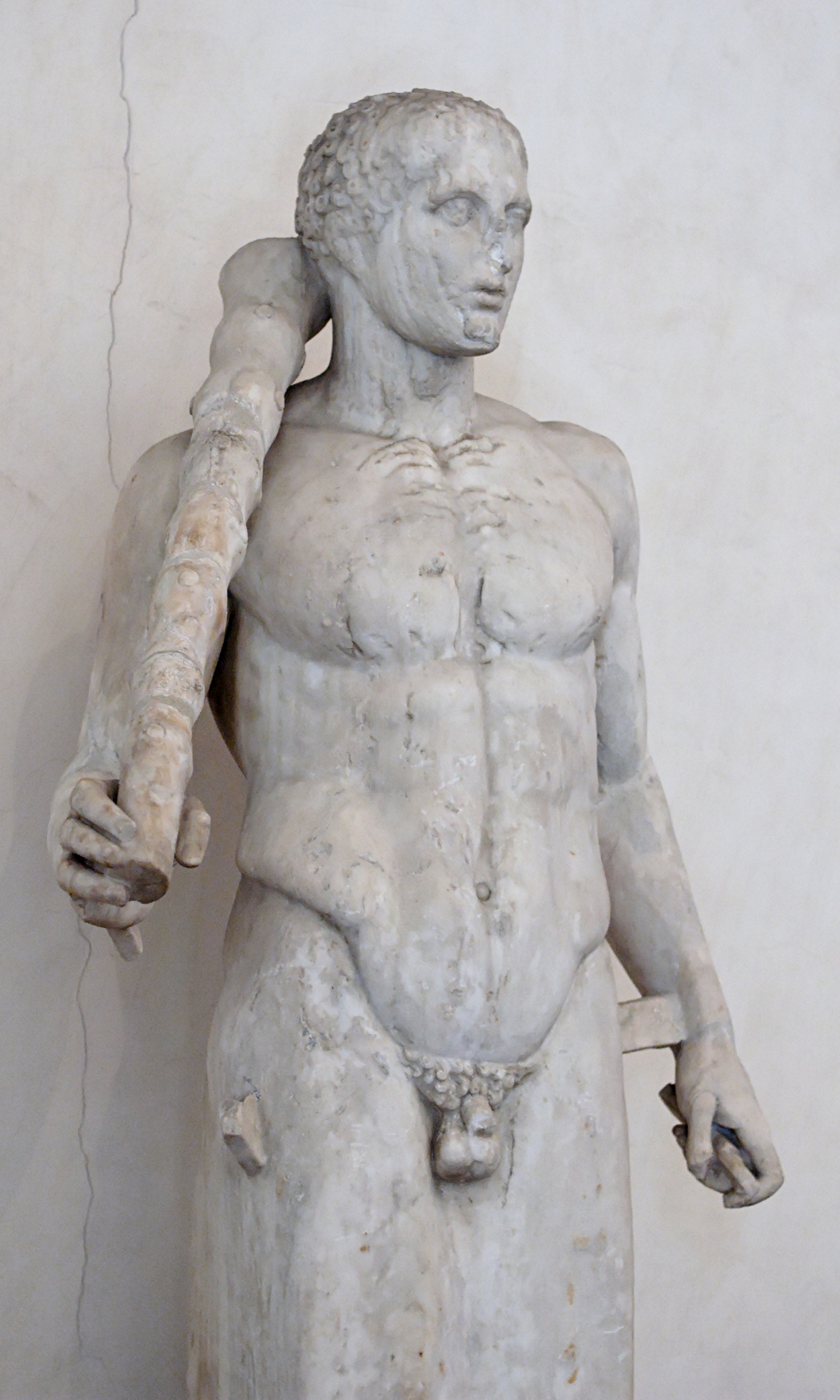
Герма з молодим Гераклом з палицею. Пентелійський мармур,  римська копія з грецького оригінала (V ст. до н.е.)

## Гіпотези щодо Геракла із Керчі

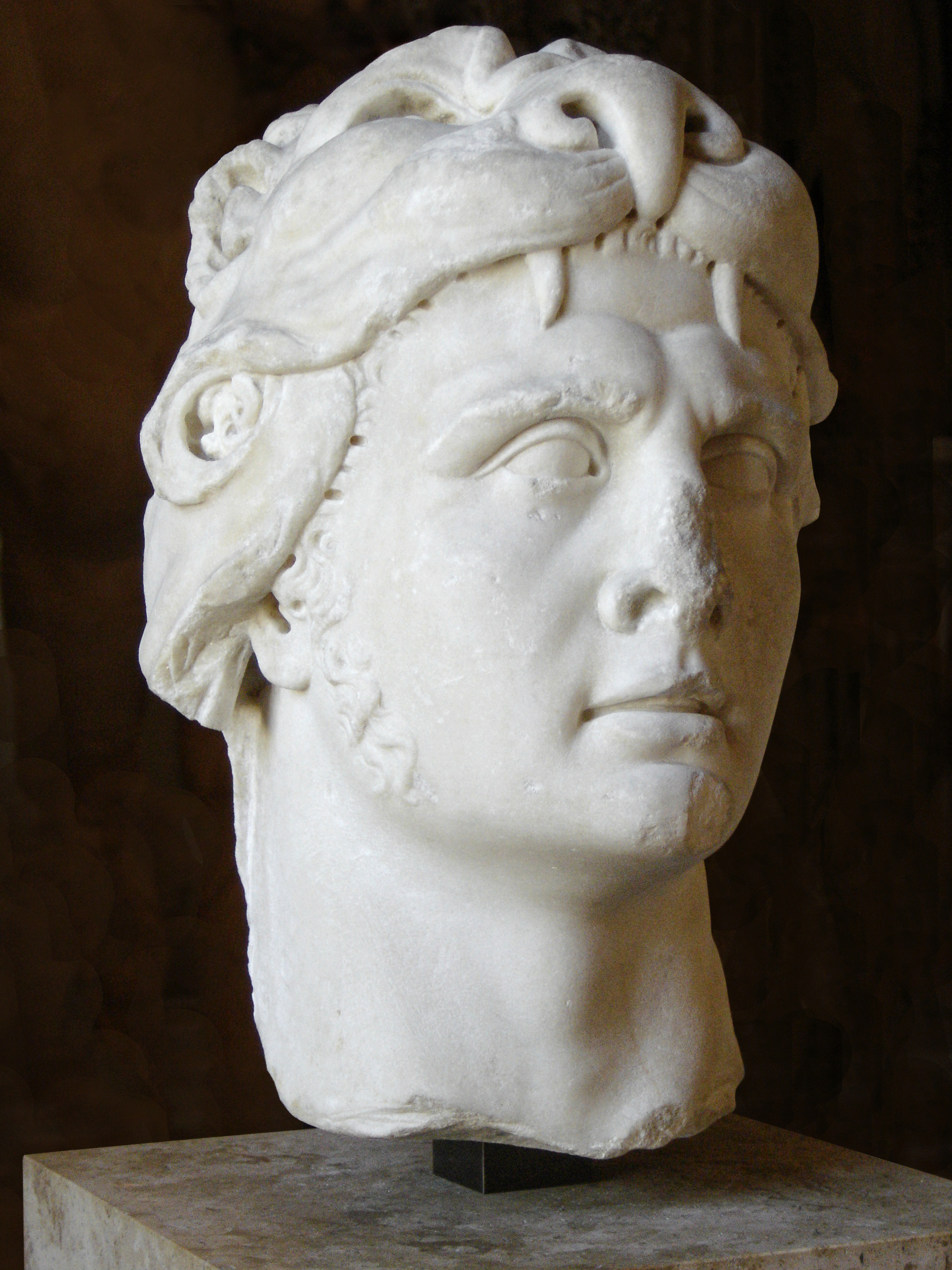
Мітрідат VI Евпатор в образі Геракла. Мармур, Лувр (I ст.)

Появу фігурного глечика з головою Геракла вдалося пов'язати з історичними подіями і війною Мітрідата VI з Римською імперією. Мітрідат VI Евпатор (132-63 до н. е.) - цар Понтійського царства у північно-східній частині Малої Азії. Після перемоги над римськими легіонами, цар переніс власну резиденцію в Пергам. Грецька діаспора Малої Азії радо вітала молодого переможця, якого почали порівнювати то з Александром Макдонським, то з Гераклом. Так, в Пергамі в 80-ті роки 1-го століття до н. е. був створений рельєф, де царя відобразили у вигляді Геракла, що вивільняв від кайданів героя Прометея (останній піклувався про людей і викрав для них вогонь з неба і приніс на землю.) Голова лева як шолом вкриває і голову царя Мітрідата VI Евпатора зі збірок давньогрецьких скульптур музею Лувр.
У майстернях Малої Азії була виготовлена і бронзова скульптура царя Мітрідата VI, яку визолотили. Пізніше її захопили римляни і перевезли в Італію, скульптуру урочисто везли вулицями Рима під час тріумфу Лукулла як військовий трофей.
Стрічки вінка з дубовим листям на голові фігурного глечика з Керчі цілком повторюють стрічки царського вінка Мітрідата VI Евпатора на монетах, карбованих на його честь. Мітрідата VI вшановували і в Північному Причорномор'ї, в Пантікапеї. Мешканці звернулись до нього і він допоміг військами в боротьбі зі скіфами. Місцеві греки в знак подяки почали карбувати монети у вигляді царя з левиною шкірою Геракла. Знають археологи і про масове виготовлення на Боспорі теракот у вигляді Геракла. Найбільша їх кількість припадає саме на II і I ст. до н.е., роки найбільшого шанування Мітрідата VI Евпатора.
Майстерно виконаний фігурний глек з Керчі якось пов'язаний з тим культом Мітрідата VI, адже образ Геракла тоді пов'язували з царем. Теракотовий глечик, ймовірно, виконали в керамічних майстернях Малої Азії, а потім торговими шляхами перевезли до Пантікапея. Так він кінець кінцем потрапив в багате поховання.